# Franchise One-Day Competition 2011/12
Der Franchise One-Day Competition 2011/12 war die 31. Austragung der nationalen List-A-Cricket-Meisterschaft in Südafrika. Der Wettbewerb wurde zwischen dem 2. November 2011 und 9. Dezember 2011 zwischen den sechs südafrikanischen First-Class-Franchises ausgetragen. Im Finale konnten sich die Cape Cobras mit 5 Wickets gegen die Warriors durchsetzen.

## Format
Die sechs Mannschaften spielten in einer Gruppe jeweils zweimal gegen jedes andere Team. Für einen Sieg gibt es vier Punkte, für ein Unentschieden oder No Result zwei und für eine Niederlage keinen Punkt. Ein Bonuspunkt wird vergeben, wenn bei einem Sinn die eigene Runzahl die des Gegners um das 1,25-fache übersteigt. Des Weiteren ist es möglich, dass Mannschaften Punkte abgezogen bekommen, wenn sie beispielsweise zu langsam spielen. Der Gruppenerste qualifiziert sich direkt für das Finale, während der Gruppenzweite und -dritte ein Halbfinale bestreiten.

## Resultate

### Gruppenphase
Tabelle
| Teams          | Sp. | S | N | U | R | NR | A | BP | Ded | Punkte | NRR    |
| -------------- | --- | - | - | - | - | -- | - | -- | --- | ------ | ------ |
| Cape Cobras    | 10  | 7 | 1 | 0 | 0 | 1  | 1 | 1  | 0   | 33     | +0.550 |
| Knights        | 10  | 6 | 4 | 0 | 0 | 0  | 0 | 3  | 0   | 27     | +0.610 |
| Warriors       | 10  | 5 | 4 | 0 | 0 | 1  | 0 | 3  | 0   | 25     | +0.768 |
| Dolphins       | 10  | 2 | 4 | 0 | 0 | 4  | 0 | 0  | 0   | 16     | −1.334 |
| Titans         | 10  | 3 | 6 | 0 | 0 | 1  | 0 | 1  | 0   | 15     | −0.656 |
| Highveld Lions | 10  | 2 | 6 | 0 | 0 | 1  | 1 | 1  | 0   | 13     | −0.568 |

## Halbfinale
| 4. Dezember Scorecard | Bloemfontein | Knights 280-5 (50)             | – | Warriors 282-6 (49) |
|                       |              | Warriors gewinnt mit 4 Wickets |   |                     |

## Finale
| 9. Dezember Scorecard | Kapstadt | Warriors 242-9 (50)               | – | Cape Cobras 245-5 (48.3) |
|                       |          | Cape Cobras gewinnt mit 5 Wickets |   |                          |